# Scherzo del destino in agguato dietro l'angolo come un brigante da strada
Pour plus de détails, voir Fiche technique et Distribution.
Scherzo del destino in agguato dietro l'angolo come un brigante da strada est une comédie italienne réalisée par Lina Wertmüller et sortie en 1983.
Il a été sélectionné au festival international du film de Moscou 1985.

## Synopsis
Le ministre de l'Intérieur se retrouve coincé dans sa voiture. La voiture est conçue pour être super blindée et sa technologie de pointe ne permet ni d'être forcée ni d'être ouverte de l'extérieur. Les services secrets et les collègues du ministre tentent de le secourir au plus vite mais en vain ; malgré l'aide d'experts techniciens et mécaniciens, les résultats sont encore plus grotesques. Cet événement imprévu embarrasse particulièrement le député de la Démocratie chrétienne Vincenzo De Andreiis qui a eu l'idée de garer la voiture blindée dans son garage en espérant faire bonne impression auprès du ministre. 

## Fiche technique
- Titre original italien : Scherzo del destino in agguato dietro l'angolo come un brigante da strada[2] (litt. « Un tour du destin qui attend dans un coin comme un bandit de grand chemin »)
- Réalisateur : Lina Wertmüller
- Scénario : Lina Wertmüller, Agenore Incrocci
- Photographie : Camillo Bazzoni
- Montage : Franco Fraticelli
- Musique : Paolo Conte
- Décors : Enrico Job
- Effets spéciaux : Luciano Anzellotti
- Costumes : Benito Persico, Enrico Job, Cristiana Lafayette
- Producteur : Giuseppe Giovannini, Manolo Bolognini
- Sociétés de production : Radio Video Service
- Pays de production :  Italie
- Langue originale : italien
- Format : Couleur - Son mono - 35 mm
- Genre : Comédie
- Durée : 110 minutes
- Dates de sortie : 
  - Italie : 30 septembre 1983

## Distribution
- Ugo Tognazzi : Le député Vincenzo De Andreis
- Renzo Montagnani : Un agent de la DIGOS
- Piera Degli Esposti : La femme de De Andreis
- Gastone Moschin : Le ministre de l'Intérieur
- Enzo Jannacci : Un terroriste
- Valeria Golino : Adalgisa De Andreiis
- Sergio Solli : Le brigadier
- Rodolfo Laganà : M. Diotaiuti
- Roberto Herlitzka : Docteur Crisafulli
- Massimo Wertmüller : Beniamino
- Antonella D'Agostino